# Seminář Saint-Magloire
Seminář Saint-Magloire (francouzsky Séminaire Saint-Magloire) byl kněžský seminář v Paříži. Nacházel se ve stejnojmenném opatství poblíž kostela Saint-Jacques-du-Haut-Pas v 5. obvodu.

## Historie
Seminář Saint-Magloire založil patentem Ludvík XIII. v roce 1618 a z podnětu pařížského biskupa Henriho de Gondi jej svěřil kongregaci oratoriánů. V 17. století byl jediným kněžským seminářem v Paříži. Na přelomu 17. a 18. století se stal jedním z center jansenismu. Během Francouzské revoluce byl v roce 1791 seminář Saint-Magloire vybrán biskupem Jean-Baptiste Gobelem jako seminář pro kněží ústavní církve. Nicméně krátce nato byl seminář zrušen a jeho místo obsadil Národní ústav neslyšící mládeže (Institut national de jeunes sourds).